# マスタースクリーン

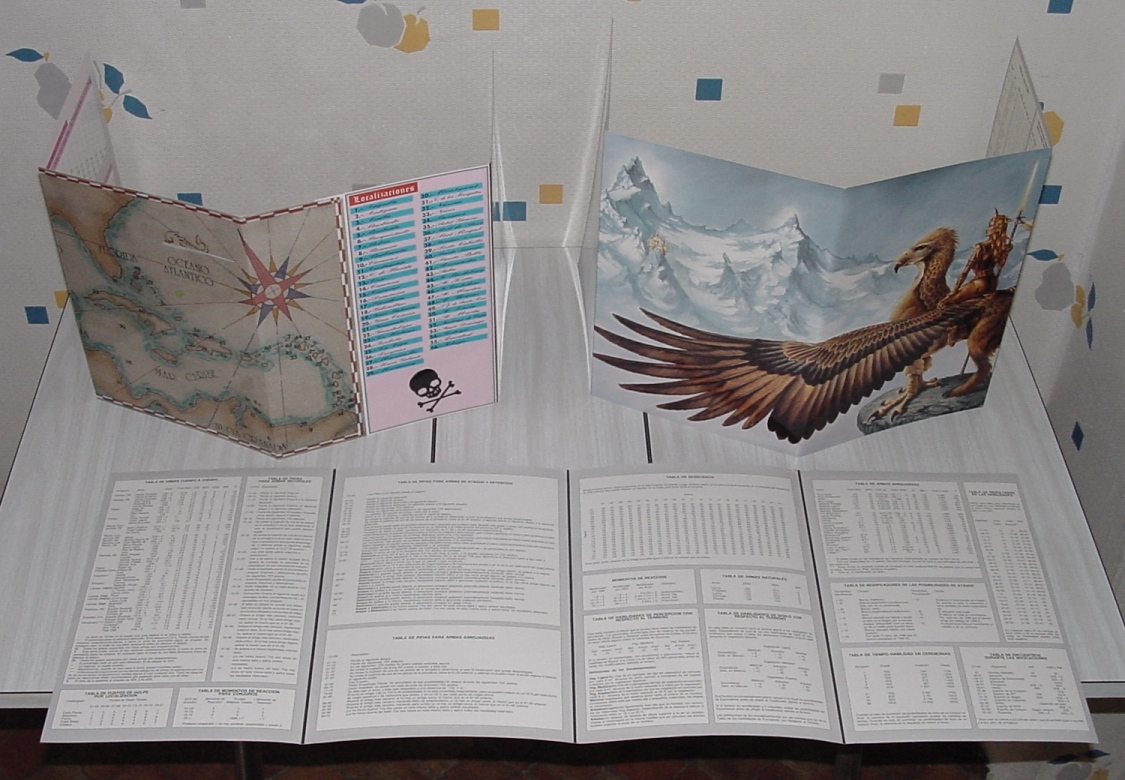
フランス語版ルーンクエストのマスタースクリーン。

マスタースクリーン、またはゲームマスタースクリーン（英: Gamemaster's screen）とは、テーブルトークRPG（TRPG）に使われる道具の一つ。ゲームマスターの目の前に立てる「卓上ついたて」であり、ゲームマスターの作業をサポートする様々な機能がある。
ついたて状の形状をしていることが多い。これは、ついたての内側、すなわちゲームマスター側にゲームマスター用の資料を置くことで、プレイヤー側からこれらの資料を覗かれないようにするためである。なお、日本市場においては、いわゆる「冬の時代」を経た2000年代以降はマスタースクリーンを備えたゲームは減少した。

## 概要

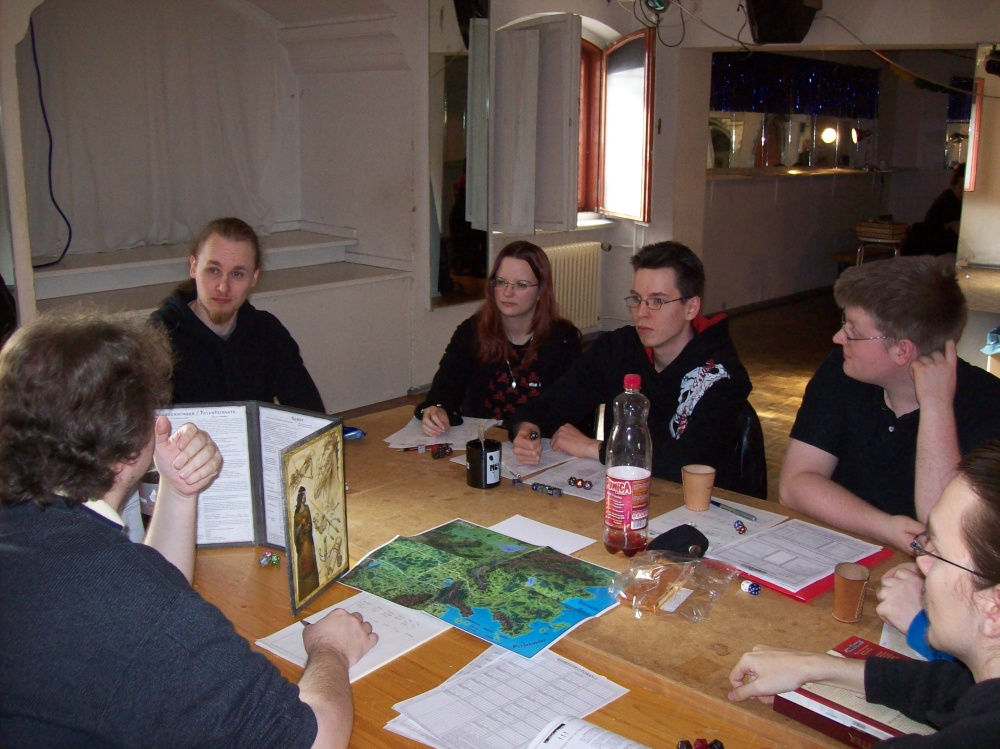
使用例。画像の一番左側にいる人物から見て、左前にある「ついたて」が、マスタースクリーンである。

マスタースクリーンは通常、三つ折ができる横長の板（ボール紙製かプラスチック製なことが多い）という形状がされている。この横長の板の均等に三つ折する。このとき右と左の双方を山折で折る（つまりは、＼＿／ のような形。折られたそれぞれの面は一つがA4サイズを成すことが主流）。三つ折されることでマスタースクリーンはテーブルの上に立てることができる。
マスタースクリーンは、ゲームマスターが自分の目の前のテーブルの上で立てることで使われる。三つ折で立てられたスクリーンの内側にゲームマスター用の資料（シナリオなど）を置くことで、プレイヤーたちにシナリオやデータを覗かれる心配がなくなる。これがマスタースクリーンの主要な機能である。
なお、二つ折や四つ折のマスタースクリーンも存在する。
1990年代後半のテーブルトークRPGの出版数が激減した「冬の時代」ではゲームマスター以外の購入が見込めないマスタースクリーンはほとんど販売されなくなり、2000年代に入ってテーブルトークRPGの出版数が復調してからもマスタースクリーンを発売するゲームは減ってしまっている。

## ゲームのヘルプとして
マスタースクリーンはただ資料を隠すだけでなく、ついたての内側、および外側にゲームに使われるゲームのサマリー（要約）を記載することで、ゲームのヘルプとして使うことができる。多くのテーブルトークRPGでは、そのゲームのためのサマリーを印刷した専用のマスタースクリーンが売られている。（内側にはゲームマスター用、外側にはプレイヤー用のサマリーが印刷される）

## クローズダイス
ゲームマスターのテクニックとして、マスタースクリーンの内側でノンプレイヤーキャラクター（NPC）の行為判定のためのダイスを振り、そのダイス目はプレイヤーには教えず、行為判定の結果や達成値のみ教えるという方法がある。これをクローズダイス(クローズドダイス)、もしくはブラインドダイスと呼ぶ。
クローズダイスが生まれた経緯はごく初期のテーブルトークRPG（特にダンジョンズ・アンド・ドラゴンズ）にある。初期のテーブルトークRPGでは、ダンジョンでの罠の発見の判定をPCが行うとき、ゲームマスターはそれを「判定が失敗した」「判定が成功した」と明確に言わないことがある。代わりに「罠が見つかった」「何も見つからなかった」と言うようにプレイヤーに伝える。これは、「何も見つからなかった」という結果を得たときに「本当に罠は存在してなかった」のか「実は罠はあるのだけれども、見つけられなかった」のかは、キャラクターには判別がつかないはずだというリアリティ上での理由である。判定が成功か失敗かは伝えず、キャラクターが「見た結果」だけを伝えるということである。これによりダンジョン探索の緊張感を高めることができる。
このような処理をするとき、プレイヤーがダイスを振ったときの出目で、判定が成功したのか失敗したのかをある程度推測できるという問題がある。そのため、罠の発見の判定は、プレイヤーの代わりにゲームマスターが判定を代行し、結果だけを伝えることがルールで規定されていた。このとき、プレイヤーに見えないところでダイスを振る必要があるため、「マスタースクリーンの裏で振る」ことが考案された。
また、クローズダイスは、ダイス目から逆算してNPC（特に敵）のデータを推測されないためにも必要とされる。コンピュータRPGでは敵のデータをマスク化することはごく簡単だが、テーブルトークRPGではマスタースクリーンを使って資料やダイスの出目を隠すという工夫が必要になる。
NPCの行為判定のダイスの出目を公開しないことを利用して、実際に出たダイスの目とは異なる数を行為判定の結果としてプレイヤーに伝えることも可能である。このような改ざん行為を行う理由は様々であるが、ゲームマスターが振るダイスの出目が予想以上に偏ってしまい、そのまま適用してしまうとプレイの楽しさが損なわれるためという理由も存在する。
また、クローズダイスとは逆に、プレイヤーに対してダイスの出目を公開するようにダイスを振るやり方をオープンダイスと呼ぶ。オープンダイスだとダイスの出目から敵の能力が逆算されてしまうが、プレイヤーがダイスの出目から敵のデータを推理するのもゲームを楽しむ要素であるとして肯定する考え方である。

## スーパースクリーン
ホビージャパンから発売されたバインダー式のマスタースクリーン。自立する特殊なバインダーと、ルールサマリーなどを印刷したルーズリーフから成る。1992年にバインダーとルーンクエスト用ルーズリーフセットを同梱した「RPGスーパースクリーン　ルーンクエストパック」が発売された。その後、バインダーのみの「ベーシックセット」、ゲーム別の専用リーフセットが発売された。
バインダーはA4サイズ・30穴リング式で、表紙中央に横方向の折れ目があり、下半分は表紙とリング金具が分離する。表紙を折り曲げると横から見るとλ字型になり、テーブル上に自立させることができる。このような立てた状態でマスタースクリーンとして使用する。
リーフセットには、サマリー・チャート・シナリオ・資料集などを収めたルーズリーフ、頻繁に参照するサマリーを収めたスクリーンページ（A3サイズの厚紙を2つ折りにしたリーフ。見開きで8面展開となる）、キャラクターシートが含まれる。
スーパースクリーンの特徴は、リーフセットを差し替えることで異なるゲームに対応すること、バインダーに綴じることでゲームに必要な大量の情報を一括管理できること、市販のルーズリーフや仕切り板をそのまま使えること、などである。また、バインダーは罅加工や斑模様のあるレザーペーパーの装丁に金色の箔押しが施され、ゲーム関連商品の中では異彩を放っていた。ルーンクエストパックが茶色、ベーシックセットが赤と緑で、どれも函入りである。
以下のゲームで専用リーフセットが発売された。2008年現在、バインダー、リーフセットともに絶版。
- クトゥルフの呼び声（5版）
- ストームブリンガー
- パワープレイ
- ルーンクエスト
- ワースブレイド